# Coluber bilineatus
Espèce
Synonymes
- Masticophis bilineatus Jan, 1863
- Bascanium semilineatum Cope, 1892
- Masticophis bilineatus lineolatus Hensley 1950
- Masticophis lineolatus Hensley 1950
- Coluber lineolatus (Hensley 1950)

Statut de conservation UICN

 LC  : Préoccupation mineure
Coluber bilineatus est une espèce de serpents de la famille des Colubridae.

## Répartition
Cette espèce se rencontre :
- aux États-Unis, en Arizona et dans le sud-ouest du Nouveau-Mexique ;
- au Mexique, au Jalisco, en Aguascalientes, dans l'Ouest de Chihuahua, au Sinaloa et au Sonora.

## Taxinomie
Ce taxon est parfois nommé Masticophis bilineatus, Reptile Database le classe dans le genre Coluber comme Boundy et al..
La sous-espèce Coluber bilineatus slevini a été élevée au rang d'espèce par Grismer en 1999.

## Publication originale
- Jan, 1863 : Elenco Sistematico degli Ofidi descriti e disegnati per l'Iconografia Generale. Milano, A. Lombardi, p. 1-143 (texte intégral).